# Larkspur
Larkspur és una població dels Estats Units a l'estat de Califòrnia. Segons el cens del 2000 tenia 12.014 habitants.

## Demografia
Segons el cens del 2000, Larkspur tenia 12.014 habitants, 6.142 habitatges, i 2.899 famílies. La densitat de població era de 1.482 habitants/km².
Dels 6.142 habitatges en un 19,2% hi vivien nens de menys de 18 anys, en un 38,4% hi vivien parelles casades, en un 6,3% dones solteres, i en un 52,8% no eren unitats familiars. En el 43,1% dels habitatges hi vivien persones soles el 14,7% de les quals corresponia a persones de 65 anys o més que vivien soles. El nombre mitjà de persones vivint en cada habitatge era d'1,93 i el nombre mitjà de persones que vivien en cada família era de 2,69.
Per edats la població es repartia de la següent manera: un 16,4% tenia menys de 18 anys, un 3,3% entre 18 i 24, un 28,8% entre 25 i 44, un 31,8% de 45 a 60 i un 19,7% 65 anys o més.
L'edat mitjana era de 46 anys. Per cada 100 dones de 18 o més anys hi havia 78,8 homes.
La renda mitjana per habitatge era de 66.710 $ i la renda mitjana per família de 104.028 $. Els homes tenien una renda mitjana de 83.252 $ mentre que les dones 49.421 $. La renda per capita de la població era de 56.983 $. Entorn de l'1,8% de les famílies i el 3,7% de la població estaven per davall del llindar de pobresa.

## Poblacions properes
El següent diagrama mostra les poblacions més properes.